# Ruislip-Northwood Urban District

Ruislip-Northwood in der früheren Grafschaft Middlesex

Der Ruislip-Northwood Urban District war ein Bezirk im Ballungsraum der britischen Hauptstadt London. Er existierte von 1904 bis 1965 und lag im Nordwesten der ehemaligen Grafschaft Middlesex.

## Geschichte
Die Gründung des Bezirks erfolgte am 30. September 1904. Er entstand durch die Abtrennung des Civil parish Ruislip, der zuvor Teil des Uxbridge Rural District gewesen war. Der Civil parish hatte die Dörfer Ruislip Manor, South Ruislip, Eastcote und Northwood umfasst. Nach der Eröffnung einer Zweigstrecke der Metropolitan Railway im selben Jahr verzeichnete der neue Bezirk eine starke Zunahme der Einwohnerzahl. Besonders groß war das Wachstum in den 1930er Jahren, als die Gegend unter der Bezeichnung Metro-land gezielt vermarktet wurde.
Bei der Gründung der Verwaltungsregion Greater London im Jahr 1965 entstand aus der Fusion des Municipal Borough of Uxbridge sowie der Urban Districts Hayes and Harlington, Ruislip-Northwood und Yiewsley and West Drayton der London Borough of Hillingdon.

## Statistik
Die Fläche betrug 6584 acres (26,64 km²). Die Volkszählungen ergaben folgende Einwohnerzahlen:
| Jahr      | 1901  | 1911  | 1921  | 1931   | 1951   | 1961   |
| Einwohner | 3.566 | 6.217 | 9.112 | 16.042 | 68.288 | 72.791 |